# Nakonecine Druhe, Iavoriv
Nakonecine Druhe (în ucraineană Наконечне Друге) este localitatea de reședință a comunei Nakonecine Druhe din raionul Iavoriv, regiunea Liov, Ucraina.

## Demografie
Componența lingvistică a localității Nakonecine Druhe
     Ucraineană (100%)
Conform recensământului din 2001, toată populația localității Nakonecine Druhe era vorbitoare de ucraineană (100%).